# 중대재해 처벌 등에 관한 법률
중대재해 처벌 등에 관한 법률은 안전조치 의무를 위반하여 발생하는 인명피해를 예방하기 위해 제정된 대한민국의 법률이다. 2021년 1월 8일 국회 본회의를 통과하여 1월 26일 제정되었고 1년이 경과한 시점인 2022년 1월 27일부터 시행한다.

## 입법 배경
구의역 스크린도어 사망 사고, 2018년 태안화력발전소 사고 등으로 일명 김용균법이라 불리는 산업안전보건법 전부개정이 이루어졌지만, 산업재해에 대한 처벌이 지나치게 낮아서 안전한 작업 환경 구축이 이뤄지지 않아 산업재해가 끊이지 않고 있었다. 이에, 영국의 기업살인법을 본따 안전의무를 위반한 기업을 처벌해야 한다는 지적이 일었다.
중대재해처벌법 제정 여론이 확산된 직접적 계기는 2020년 4월 발생한 이천 물류센터 공사장 화재로 38명이 사망한 사건이다. 대한민국 정부는 이 사고를 계기로 후진국형 중대재해를 막기 위해서 경영책임자와 기업을 처벌하는 특례법 제정을 위한 대책을 수립하였다.
정의당이 강은미 의원을 중심으로 제21대 국회 제1호 법안으로 중대재해기업처벌법을 발의했다. 국회 국민동의청원을 통해 10만 명이 서명한 중대재해기업처벌법 입법청원이 2020년 9월 국회에 회부되었다.
2020년 12월 11일, 중대재해기업처벌법 제정을 촉구하기 위해 강은미 의원과 김미숙, 이용관이 단식농성에 돌입했다. 12월 24일, 김태년 더불어민주당 원내대표가 농성장을 방문하였다. 김미숙 김용균재단 이사장은 김태년 원내대표에게 "다른 법은 여당이다 통과시켰잖아요 근데 이 법은 왜 야당이 있어야 해요?"라 되물으며 법안 통과를 촉구하였다. 12월 27일, 정세균 국무총리와 노영민 대통령비서실장도 농성장을 방문하였다.
한편, 한국경영자총협회, 중소기업중앙회 등 경제단체는 이 법이 지나치게 과도한 처벌을 규정한다는 이유로 법 제정에 반대 입장을 표명하였다.
2021년 1월 8일, 중대재해 처벌 등에 관한 법률이 국회에서 통과되었다. 법률 공포 1년 후에 시행하되, 50인 미만 사업장의 경우에는 공포 3년 후에 시행하도록 하였다(건설업의 경우 50인 미만 기준).

## 주요 내용
이 법의 적용범위는 중대산업재해와 중대시민재해를 포괄하여 중대재해로 정의한다. 
중대산업재해는 산업안전보건법상 산업재해 중 사망자가 1명 이상 발생하거나, 동일한 원인으로 6개월 이상 치료가 필요한 부상자가 2명 이상 발생하거나, 동일한 유해요인으로 발생하는 직업성 질병자가 1년에 3명 이상 발생한 경우로 정의된다. 중대시민재해는 특정한 원료나 제조물, 공중이용시설, 대중교통수단의 설계, 제조, 설치, 관리상 결함으로 인해 사망자가 1명 이상 발생하거나, 동일한 사고로 2개월 이상 치료가 필요한 부상자가 10명 이상 발생하거나, 동일한 원인으로 3개월 이상 치료가 필요한 질병자가 10명 이상 발생한 경우로 정의된다.
다만, 5인 미만 사업장에서는 중대산업재해에 관한 규정이 적용되지 않는다.
사업주나 경영책임자는 중대재해를 예방하기 위해 다음 조치를 취해야 한다.
- 재해예방에 필요한 인력 및 예산 등 안전보건관리체계의 구축 및 그 이행에 관한 조치
- 재해 발생 시 재발방지 대책의 수립 및 그 이행에 관한 조치
- 중앙행정기관ㆍ지방자치단체가 관계 법령에 따라 개선, 시정 등을 명한 사항의 이행에 관한 조치
- 안전ㆍ보건 관계 법령에 따른 의무이행에 필요한 관리상의 조치

위험의 외주화로 인한 책임을 묻기 위해 사업자나 경영책임자가 제3자에게 도급, 용역, 위탁을 맡긴 경우에도 제3자의 사업장 및 그 이용자의 안전을 위한 조치를 취해야 한다.
안전조치의무를 위반하여 사망사고가 발생한 경우에는 1년 이상의 징역 또는 10억원 이하의 벌금에 처해지고, 부상자나 질병자가 발생한 중대재해의 경우에는 7년 이하의 징역 또는 1억원 이하의 벌금에 처해진다.